# Jörg Lanz von Liebenfels
Jörg Lanz von Liebenfels (eg. Adolf Joseph Lanz), född 19 juli 1874 i Wien, död 22 april 1954 i Wien, var en österrikisk konsthistoriker, utstött cisterciensermunk, ockultist, rasideolog och nazist.

## Biografi
Lanz, som var munk åren 1893–1899, publicerade 1904 verket Die Theozoologie oder die Kunde von den Sodoms-Äfflingen und dem Götter-Elektron ("Teozoologi eller läran om Sodoms ättlingar och gudaelektronen"), i vilket han fordrade en radikal raspolitik, där medlemmar av lägre raser skulle tvångssteriliseras. Härifrån lånade August Strindberg ordet "äffling" (halvapa). Lanz von Liebenfels var anhängare av Guido von Lists ariosofiska lära, och grundade i dennes efterföljd 1905 Guido-von-List-Gesellschaft ("Guido von List-sällskapet") samt 1907 Ordo Novi Templi (ONT), eller "den nya tempelorden". Dessa organisationers syfte var enligt Lanz bl.a. att "befordra rasmedvetandet genom härstamnings- och rasforskning".
I sitt författarskap formulerade sedan Lanz sedan i "Ostarahäftena" från 1905 en kristendom där Kristus var en rasrenhetens profet, änglarna var rasrena väsenden och den slutliga domen kommer att utgöras av kampen mellan arierna och "djurmänniskorna", bestående av "färgade" och judar. Där skriver han bland annat om hur man ska upprätta ”avelsfarmar” och låta judar och andra mindervärda folkslag gå under genom svält och tvångsarbete.
Även om Lanz själv även efter Andra världskriget gärna utmålade sig som Adolf Hitlers främste inspiratör finns det skäl att ifrågasätta detta. Han är sålunda inte ens omnämnd i Hitlers Mein Kampf.